# Saint-Germain (Ardèche)
Saint-Germain ist eine französische Gemeinde im Département Ardèche in der Region Auvergne-Rhône-Alpes. Sie gehört zum Kanton Berg-Helvie und zum Arrondissement Largentière. 

## Lage
Saint-Germain liegt am Fluss Auzon, in den hier die Claduègne einmündet.
Nachbargemeinden sind Lavilledieu im Norden, Mirabel im Nordosten, Villeneuve-de-Berg im Osten, Rochecolombe im Süden und Vogüé im Westen.

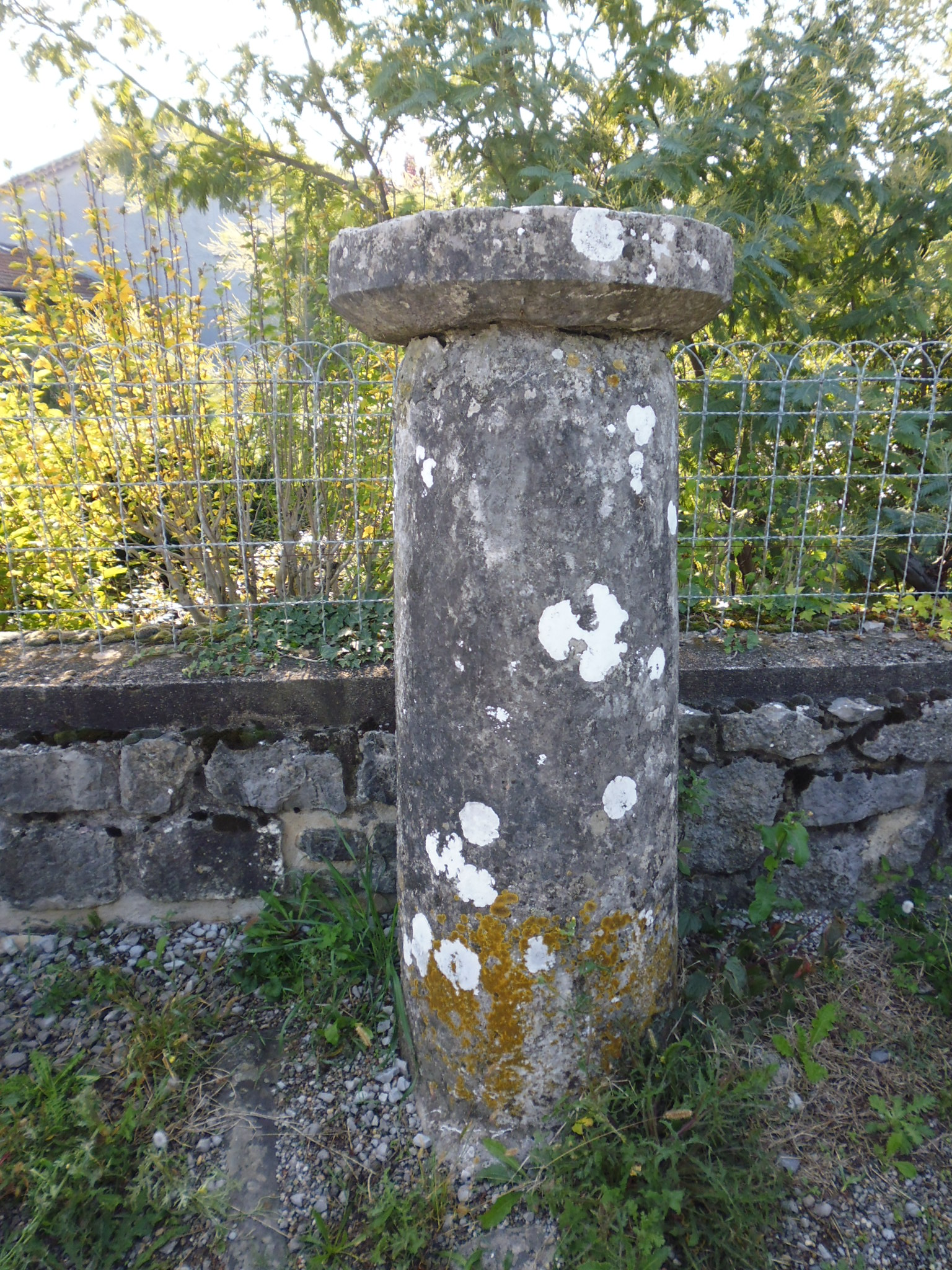
Borne Milliaire, Monument historique

## Bevölkerungsentwicklung
| Jahr                       | 1962 | 1968 | 1975 | 1982 | 1990 | 1999 | 2005 | 2017 |
| -------------------------- | ---- | ---- | ---- | ---- | ---- | ---- | ---- | ---- |
| Einwohner                  | 241  | 267  | 212  | 280  | 340  | 505  | 581  | 710  |
| Quellen: Cassini und INSEE |      |      |      |      |      |      |      |      |